# Джон Апдайк
Джон Гойєр Апдайк (англ. John Hoyer Updike; 18 березня 1932 — 27 січня 2009) — американський письменник. Пов'язаний з журналом «Нью-Йоркер» від 1955 року, він заробив свій авторитет завдяки відточеній прозі, поезії та критичним статтям. Його роботи включають «Кентавр» (1963), «Подружні пари» (1968), «Кролик розбагатів» (1981), «Версія Роджера» (1986), «S.» (1988), у них описується життя сучасного середнього класу Америки і його психологічні нюанси.
За своє життя Апдайк отримав дві Пулітцерівські премії і безліч інших нагород. Попри те, що він вважався «інтелектуальним» письменником, його книги завжди були бестселерами.

## Біографія
Джон Апдайк народився в 1932 році в штаті Пенсільванія, в невеликому місті Редінг. Дитинство провів в маленькому містечку Шиллінгтон. Він був сином емігранта з Голландії (прізвище батька — Opdyck) і німкені. Після школи почав вивчати в Гарварді літературу.
1953 року Апдайк одружився з Мері Ентвістл Пеннінгтон. 1954 року отримав у Гарварді ступінь з англійської літератури і, по закінченню, відвідував однорічні курси живопису в Оксфордській школі Рескіна. 1955 року отримав місце співробітника в журналі New Yorker, де публікувалися його перші розповіді, а за 2 роки Апдайк очолив у журналі відділ критики.
1957 року Апдайк стає професійним письменником, переїжджає під Бостон і публікує по твору на рік. Видає першу збірку віршів «Міцно збита курка та інші приборкані тварюки» (1958), а далі збірку «Ті ж двері» (1959) і перший роман «Ярмарок у божевільні» (1959).
У 1960 році виходить перший том «Тетралогії про Кролика». У ній описується життя Геррі Енгстрема (на прізвисько «Кролик») — типового провінційного громадянина.
Романи про Кролика:
- 1960 — «Кролику, біжи»[15]
- 1971 — «Кролик зцілився»
- 1981 — «Кролик розбагатів»
- 1990 — «Кролик на спочинку»

У 1972—1975 роках займав пост Почесного консультанта Бібліотеки Конгресу. 1974 року розлучився з дружиною, згодом переїхав до Джорджтауну і одружився (1977 рік) на Марті Раглз Бернард.

## Переклади українською мовою

- Кентавр. Ферма: Романи /Перекл. з англ. М. Габлевич; Передм. Т. Денисової; Іл. худ. Г. Палатнікова. Київ, видавництво художньої літератури «Дніпро», 1988 р. (Серія «Зарубіжна проза ХХ століття») [Архівовано 4 квітня 2015 у Wayback Machine.]
- Джон Апдайк. Іствікські відьми. — Х. : КСД, 2018. — 384 с. — ISBN 978-617-12-4731-4.